# Вишневе (Кальміуський район)
Вишне́ве — село в Україні, у Кальміуській міській громаді Кальміуського району Донецької області. Населення становить 31 осіб.

## Загальні відомості
Відстань до райцентру становить близько 24 км і проходить автошляхом місцевого значення.
Землі села межують із с. Обрізне Амвросіївського району Донецької області.
Із 2014 р. внесено до переліку населених пунктів на Сході України, на яких тимчасово не діє українська влада.

## Населення
За даними перепису 2001 року населення села становило 31 особу, з них 70,97 % зазначили рідною мову українську та 29,03 % — російську.